# Каба, Мохамед (футболист, 2001)
Мохамед Каба (фр. Mohamed Kaba; род. 27 октября 2001, Орлеан) — французский футболист гвинейского происхождения, полузащитник клуба «Лечче».

## Клубная карьера
Каба — воспитанник клуба «Валансьен». 24 июля 2021 года в матче против «Ньора» он дебютировал в Лиге 2. 2 сентября 2022 года в поединке против «Нима» Мохамед забил свой первый гол за «Валансьен». Летом 2023 года Каба перешёл в итальянский «Лечче». Сумма трансфера 3 млн евро. 20 июля в матче против «Лацио» он дебютировал в итальянской Серии A.